# Chiesa di Sant'Agata (Guardabosone)
La chiesa di Sant'Agata è la parrocchiale di Guardabosone, in provincia e arcidiocesi di Vercelli; fa parte della vicariato di Gattinara.

## Storia
L'originario luogo di culto sorse presumibilmente nel XIV secolo; la comunità guardabosonese ebbe l'autonomia parrocchiale nel 1626, affrancandosi così dalla matrice di Crevacuore.
La prima pietra della nuova chiesa di Sant'Agata venne posta nel 1724; la struttura, disegnata dai fratelli torinesi Biglia, fu portata a termine nel 1785 e andò a inglobare, nel portico, le colonne dell'antica parrocchiale.
Nel 1822 gli abitanti del paese persero il diritto di giuspatronato e l'anno successivo la parrocchia fu dichiarata di libera collazione.
I dipinti a muro e la Via Crucis vennero restaurati nel 1997 e nel 2009 le coperture furono interessate da un intervento di manutenzione; nel 2011 e nel 2014 si provvide a restaurare anche le decorazioni rispettivamente dell'abside e della navata.

## Descrizione

### Esterno
La facciata a capanna della chiesa, rivolta a nordovest, è preceduta dal portico voltato a crociera, le cui colonne tuscaniche sorreggono degli archi; il prospetto presenta centralmente il portale d'ingresso e sopra una finestra ed è scandita da quattro lesene con capitelli dorici sorreggenti il timpano di forma triangolare.
Annesso alla parrocchiale è il campanile in pietra a base quadrata, che misura un'altezza di 40,75 metri; la cella presenta su ogni lato una monofora ed è coperta dal basso tetto poggiate sul tamburo.

### Interno
L'interno dell'edificio si compone di un'unica navata, sulla quale si affacciano le cappelle laterali, introdotte da archi a tutto sesto, e le cui pareti sono scandite da lesene sorreggenti la trabeazione modanata e aggettante sopra la quale si imposta la volta; al termine dell'aula si sviluppa il presbiterio, rialzato di alcuni gradini, delimitato da balaustre e chiuso dall'abside con gli angoli smussati.
Qui sono conservate diverse opere di pregio, tra le quali le due statue ritraenti Sant'Agata e Santa Lucia, il dipinto con soggetto il Martirio di Sant'Agata, risalente al 1735, la pala raffigurante l'Ultima cena, eseguita nel 1839 forse da Carlo Borsetti, e l'affresco che rappresenta la Gloria di Sant'Agata.